# Liste der Bischöfe von Città di Castello
Die folgenden Personen waren Bischöfe von Città di Castello (Italien):
- Eubodius (erwähnt um 465)
- Mario (erwähnt um 499)
- Innozenz (erwähnt um 501–504)
- Heiliger Florido (circa 580–599 oder 600)
- Luminoso (erwähnt um 649)
- Albert ? (?–711)
- Theodor (erwähnt um 714 oder 715)
- Taciperto (erwähnt um 752)
- Bonifatius (erwähnt um 761)
- Leo (erwähnt um 769)
- Stabile (erwähnt um 826)
- Roderico (erwähnt um 853–861)
- Rainald (872–circa 875)
- Marino (erwähnt um 877)
- Pietro (erwähnt um  900)
- Ingizo (erwähnt um 969–998)
- Pietro II. (circa 1023–1048)
- Pietro III. (erwähnt um 1048)
- Ermanno (1050–1059)
- Fulcone (erwähnt um 1068)
- Tebaldo (1071–1101)
- Rodolfo I. (1102–1105)
- Johannes I. (1105–1124)
- Ranieri I. (1124–1129)
- Guido (1135–1137)
- Da Vizzo oder Divizzo (1141–1146)
- Ubaldo ? (erwähnt um 1150)
- Pietro IV. (1153–1167)
  - Corbello (1159–?) (illegitim)
- Tedelmanno (1167)
- Pietro IV. (1172–1178) (2. Mal)
- Ranieri II. (1178–1204)
- Rolando (1205–1206)
- Giovanni (1206 oder 1207–1226)
- Cortosonno (1227–1228)
- Matteo Suppolini (1228–1233)
- Azzo (1234–1251)
- Pietro V. (1252–1265)
- Niccolò OPraem (1265–1279)
- Giacomo Cavalcanti (1279–1301)
- Ugolino Gualterotti (1301–1320)
- Ugolino della Branca OSB (1320–1346)
  - Orlando Albizzini (1328–1329) (dann Bischof von Volterra) (Gegenbischof)
- Pietro Riccardi (1347–1358)
- Beato Buccio Bonori (1358–1374)
- Niccolò Marciari (1374–1378) (dann Bischof von Orvieto)
- Ettore Orsini (1379–1387)
- Bandello Bandelli (1387–1407) (dann Bischof von Rimini)
- Giovanni del Pozzo (1407–1409)
- Bernardo Bartolomei, OSM (1409–1423)
- Sirubaldo degli Ubaldi (1424–1441)
- Rodolfo OSA (1441–1460)
- Giovanni Gianderoni OSA (1460–1475) (dann Bischof von Massa Marittima)
- Bartolomeo Maraschi (1475–1487)
- Giovanni Battista Lagni (1487–1493) (dann Erzbischof von Rossano)
- Nicola Ippoliti (1493–1498) (dann Bischof von Ariano Irpino)
- Ventura Bufalini (1498–1499) (dann Bischof von Terni)
- Giulio Vitelli (1499–1503)
- Antonio Maria Ciocchi del Monte (1503–1506) (dann Bischof von Manfredonia)
- Achille Kardinal Grassi (1506–1515)
- Baldassarre Grassi (1515–1535)
  - Marino Kardinal Grimani (1534–1539) (Apostolischer Administrator)
- Alessandro Stefano Filodori OP (1539–1554)
- Vitellozzo Kardinal Vitelli (1554–1560)
- Costantino Bonelli (1560–1572)
- Antimo Marchesani (1572–1581)
- Ludovico Bentivoglio (1581–1602)
- Valeriano Muti (1602–1610)
- Luca Semproni (1610–1616)
- Evangelista Tornioli OSBOliv (1616–1630)
- Cesare Raccagna (1632–1646)
- Francesco Boccapaduli (1647–1672)
- Giuseppe Maria Sebastiani OCD (1672–1689)
- Giuseppe Musotti (1690–1692)
- Luca Antonio Eustachi (1693–1715)
- Alessandro Francesco Codebò (1716–1733)
- Ottavio Gasparini (1734–1749)
- Giovanni Battista Lattanzi (1750–1782)
- Pietro Boscarini (1782–1801)
- Paolo Bartoli (1801–1810)
  - Sedisvakanz (1810–1814)
- Francesco Antonio Mondelli (1814–1825)
- Giovanni Muzi (1825–1849)
- Letterio Turchi (1850–1861)
  - Sedisvakanz (1861–1864)
- Paolo Micallef OSA (1864–1871) (dann Erzbischof von Pisa)
- Giuseppe Moreschi (1871–1887)
- Domenico Fegatelli (1888–1891)
- Dario Mattei-Gentili (1891–1895) (dann Erzbischof von Perugia)
- Aristide Golfieri (1895–1909)
- Seliger Carlo Liviero (1910–1932)
  - Pompeo Ghezzi (1932–1933) (Apostolischer Administrator)
- Maurizio Francesco Crotti OFMCap (1933–1934)
- Filippo Maria Cipriani (1934–1956)
- Luigi Cicuttini (1956–1966)
- Cesare Pagani (1972–1981) (dann Erzbischof von Perugia)
- Carlo Urru (1982–1991)
- Pellegrino Tomaso Ronchi OFMCap (1991–2007)
- Domenico Cancian FAM (2007–2022)
- Luciano Paolucci Bedini (seit 2022, unter Vereinigung in persona episcopi mit dem Bistum Gubbio)